# Rodrigão (voleibolista)
Rodrigo Santana (São Paulo, 17 de abril de 1979), conhecido como Rodrigão, é um jogador de voleibol brasileiro, com atuações em clubes nacionais e internacionais.

## Carreira
Iniciou sua brilhante carreira aos 14 anos e  incentivado pela ``Geração do Ouro Olímpico de Barcelona 1992´´ e fez seu primeiro teste no Banespa, clube de tradição do voleibol paulista, logo impressionou com seu talento e altura na época 1,88 m, integrando de imediato as categorias de base deste clube e aperfeiçoando-se cada vez mais  com seu técnico Antônio Branco resultando em pouco tempo  sua  convocação para as categorias infanto-juvenil e juvenil da seleção brasileira. Com apenas 17 anos estava no categoria adulta do  Suzano no qual conquistou seu primeiro título nacional da carreira em 1996. Em 1999 estreia pela Seleção Brasileira Adulta, participando da vitória por 3x0 sobre a Seleção Japonesa de Voleibol Masculino em Ijuí-RS e não parou mais  eternizando sua camisa 14 em uma trajetória de vitórias e ótimos resultados, através disso equipe italianas o cobiçavam e em 2003 transferiu para a Itália para o Ferrara,  dois anos depois defendeu o Suzano  por uma temporada e voltou para Itália assinando com o Lube Macerata permanecendo neste até 2009. Na Olimpíada de Atenas 2004, registra-se o fato marcante em sua carreira que foi a conquista da medalha de ouro na Grécia, no Berço da Olimpíada. Além de jogador, atua também como empresário apoiando projetos na Praia Grande com a ex-voleibolista Tina. Atuou no voleibol italiano  e foi campeão olímpico com Seleção Brasileira nos Jogos de 2004, em Atenas.Teve breve passagem pelo voleibol turco. Com 2,05 metros, joga na posição de meio-de-rede e atualmente, joga no Pinheiros.
Rodrigão tentou ingressar na carreira política duas vezes tentando se eleger a vereador da cidade onde reside, Baixada Santista, mais precisamente em Praia Grande, São Paulo, a primeira candidatura em 2016 obteve 1 313 votos, mas não conseguiu ser eleito e acabou ficando como suplente, já em 2020 continuou na suplência com 997 votos, a convite da prefeita eleita Raquel Chini foi designado para assumir o cargo de secretário de Esportes e Lazer, função que exerce até os dias atuais.
Além disso em 2018, se candidatou a deputado federal onde obteve 8 089 votos. Mas também não foi eleito.

## Clubes
| Clube                       | País      | De   | Até  |
| Report/Suzano               | Brasil    | 1996 | 2000 |
| Banespa Mastercard          | Brasil    | 2000 | 2003 |
| Estense 4 Torri Ferrara     | Itália    | 2003 | 2004 |
| Wizard/Suzano               | Brasil    | 2004 | 2005 |
| Lube Banca Marche Macerata  | Itália    | 2005 | 2008 |
| Pinheiros Sky               | Brasil    | 2009 | 2010 |
| Ziraat Bankası Ankara       | Turquia   | 2011 | 2011 |
| SESI-SP                     | Brasil    | 2011 | 2012 |
| Al-Rayyan                   | Catar     | 2012 | 2012 |
| RJX                         | Brasil    | 2013 | 2014 |
| Barij Essence               | Irão      | 2014 | 2015 |
| Palembang Bank Sumsel Babel | Indonésia | 2015 | 2015 |

## Títulos e Resultados
Clubes Brasileiros
Superliga Brasileira de Voleibol
- 1996/1997-Campeão  atuando pelo Report Suzano *3º Lugar atuando pelo Report Suzano(1997/1998)
- 1998/1999-Vice-campeão atuando pelo Report-Nipomed Suzano
- 2001/2002-Vice-campeão atuando pelo  Esporte Clube Banespa[11]

Clubes Estrangeiros
Liga Italiana de Voleibol Masculino
- 2006-Campeão atuando pelo Lube Macerata [12]

Copa CEV
- 2006-Campeão Europeu atuando pelo Lube Macerata[12]

Supercopa
- 2006- Campeão atuando pelo Lube Macerata[12]

Copa da Itália
- 2008- Campeão atuando pelo Lube Macerata[12]

Seleção Brasileira Masculina de Voleibol
Liga Mundial de Voleibol
- 2002 – 4ºLugar (Belo Horizonte,  Brasil)
- 2008 - 6ºLugar (Rio de Janeiro,  Brasil
- 2012 - 5º Lugar (Sófia,  Bulgária)[13]

Torneio
- 2010-Campeão do Torneio Hubert Jerzeg Wagner  Polónia)[11]

## Premiações Individuais
- 2007- Melhor Atacante Campeonato Sul-americano de Voleibol Masculino (Santiago,  Chile)